# 中川郁子
中川 郁子（なかがわ ゆうこ、旧姓：岩田、1958年〈昭和33年〉12月22日 - ）は、日本の政治家。自由民主党所属の元衆議院議員（3期）。
元農林水産大臣政務官。夫は農林水産政務次官、農林水産大臣、経済産業大臣、自由民主党政務調査会長、財務大臣、内閣府特命担当大臣（金融担当）を歴任した中川昭一、娘はフジテレビ報道局記者の中川真理子。

## 来歴

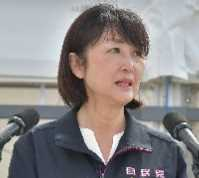
2022年6月、音更川総合水防演習にて

新潟県で鹿島建設に勤めた岩田剛の娘として生まれる。幼稚園入園と同時に東京都に転居。聖心女子学院中等科、同高等科卒業。
1981年3月、聖心女子大学外国語外国文学科卒業後、同年4月、三菱商事に入社。1982年、日本興業銀行行員だった中川昭一との結婚を機に退職。1983年1月9日、義父の中川一郎が急逝。同年12月に行われた第37回衆議院議員総選挙で昭一が初当選したことを受け、昭一の選挙区である北海道帯広市に移った。
2007年、特定非営利活動法人「ラ・テール」代表に就任し、環境問題に関する啓蒙活動を展開した。NPO法人ラ・テールは一般市民に対し、環境保護や環境再生のため、自然体験学習、講習会などの教育や環境保護の普及啓蒙活動を行う団体である。
2009年8月の第45回衆議院議員総選挙で夫の昭一は落選。同年10月に昭一が急死すると、長らく北海道11区の自由民主党支部長の枠は空白となっていた。また、夫の死後、中川は帯広畜産大学で研究生として勉強していたため議員になるつもりはなかったが、一周忌時に金美齢からの後押しがあり、公募に応募することを決め、2011年に支部長に選出された。
2012年12月16日の第46回衆議院議員総選挙で北海道11区から出馬し、前回夫を破った石川知裕を破って初当選した（石川は比例復活）。
2013年6月から自民党本部のスタジオで配信する動画「Café sta」で、東北北海道の新人議員を紹介するナビゲーターを務めた。
菅野佐智子、鈴木憲和、高橋比奈子、冨樫博之、藤原崇、津島淳などにもインタビューした。
なお、2013年3月には中川郁子自身も新人議員として木原稔から取材を受けている。
2014年9月、農林水産大臣政務官に就任する。同年12月14日の第47回衆議院議員総選挙では、民主党が擁立した元北海道議会議員の三津丈夫、日本共産党の候補を破り再選した。2014年12月、農林水産大臣政務官に再任。
2017年10月22日の第48回衆議院議員総選挙では自民党公認のほか、公明党・新党大地・北海道農協政治連盟の推薦を得て立候補。石川知裕の妻で立憲民主党新人の石川香織に敗れ、比例復活もならず落選。落選以後も、自民党北海道第11区支部長として政治活動を継続している。2019年8月3日、日本維新の会参議院議員として国政復帰した鈴木宗男のパーティーにて「最後の勝負をするのであればここ十勝で、自民党で出ていただけませんか？　私は次の選挙に出ないので」と発言したが、後の取材に対し「次も11区で出る」と発言を撤回した。
2020年10月1日、十勝観光連盟からとかち観光大使に任命される。
2021年10月31日、第49回衆議院議員総選挙執行。小選挙区では立憲民主党公認の石川に再び敗れた。自民党は比例北海道ブロックで4議席を獲得し、4番目の惜敗率（93.22％）により、比例復活を決めた。
2023年4月16日、14日付で所属する二階派に退会届を提出したと公表。20日に受理された。中川は退会について「夫（中川昭一）が（設立時からの）チャーターメンバーだったが、当時のメンバーは引退した人も多く、この1年くらい（退会を）考えていた」と説明した。6月15日、麻生派に入会した。
2024年10月27日、第50回衆議院議員総選挙執行。小選挙区では立憲民主党公認の石川に三度敗れた。自民党は比例北海道ブロックで3議席を獲得し、6番目の惜敗率（79.22％）により落選。
2025年2月14日、次期衆院選に北海道11区から出馬しない意向を固めた事が報道。

## 政策・主張

### 憲法
- 憲法改正について、2017年、2021年、2024年のアンケートで「賛成」と回答[22][23][24]。

- 改正すべき項目として「自衛隊の保持を明記する」「教育の充実に向けた環境整備を行う旨を明記する」「各都道府県から必ず1人は参議院議員を選出するよう明記する」「緊急事態に関する条項を新設する」と主張[23]。

- 憲法9条への自衛隊の明記について、2021年、2024年のNHKのアンケートで「賛成」と回答[25][24]。

- 憲法を改正し緊急事態条項を設けることについて、2021年の毎日新聞社のアンケートで回答しなかった[26]。2024年のNHKのアンケートで「賛成」と回答[24]。

### 外交・安全保障
- 安全保障関連法の成立について、2017年のアンケートで「評価する」と回答[22]。

- 「他国からの攻撃が予想される場合には敵基地攻撃もためらうべきではない」との問題提起に対し、2021年のアンケートで「どちらかと言えば賛成」と回答[23]。

- 「北朝鮮に対しては対話よりも圧力を優先すべきだ」との問題提起に対し、2017年、2021年のアンケートで「どちらかと言えば賛成」と回答[22][23]。

- 普天間基地の辺野古移設について、2021年のアンケートで「どちらかと言えば賛成」と回答[23]。

- 徴用工訴訟などの歴史問題をめぐる日韓の関係悪化についてどう考えるかとの問いに対し、2021年の毎日新聞社のアンケートで回答しなかった[26]。

- 従軍慰安婦に対する旧日本軍の関与を認めた「河野談話」の見直し論議について、2014年の毎日新聞社のアンケートで、選択肢以外の回答をした[27]。

### ジェンダー
- 選択的夫婦別姓制度の導入についての各メディアのアンケートの結果は以下のとおり。
  - 2017年 - 朝日新聞社には「どちらとも言えない」と回答[22]。
  - 2021年 - 朝日新聞社には「どちらかと言えば反対」と回答[23]。
  - 2024年 - NHKには回答しなかった[24]。

- 同性婚を可能とする法改正についての各メディアのアンケートの結果は以下のとおり。
  - 2017年 - 朝日新聞社には「どちらかと言えば反対」と回答[22]。
  - 2021年 - 朝日新聞社には「反対」と回答[23]。NHK、毎日新聞社には回答しなかった[25][26]。
  - 2024年 - NHKには回答しなかった[24]。

- 「LGBTなど性的少数者をめぐる理解増進法案を早期に成立させるべきか」との問題提起に対し、2021年のアンケートで「どちらといえば反対」と回答[23]。

- クオータ制の導入について、2021年、2024年のNHKのアンケートで回答しなかった[25][24]。

### その他
- アベノミクスについて、2017年のアンケートで「評価する」と回答[22]。
- 安倍内閣による森友学園問題・加計学園問題への対応について、2017年のアンケートで「どちらかといえば評価する」と回答[22]。
- 森友学園への国有地売却をめぐる公文書改竄問題で、2021年5月6日、国は「赤木ファイル」の存在を初めて認めた[28]。しかし5月13日、菅義偉首相はファイルの存在を踏まえた再調査を行わない考えを報道各社に書面で示した[29]。9月の自民党総裁選挙で総裁に選出された岸田文雄も10月11日、衆議院本会議の代表質問で再調査の実施を否定した[30]。国の対応をどう考えるかとの同年の毎日新聞社のアンケートに対し、回答しなかった[26]。
- 原子力発電への依存度について、2021年のアンケートで「下げるべき」と回答[25]。
- 原子力規制委員会の審査に合格した原子力発電所は運転を再開に「どちらかと言えば賛成」と回答[22]。
- 「『道徳』を小中学校の授業で教え、子供を評価することに賛成か、反対か」との問いに対し、2014年の毎日新聞社のアンケートで「賛成」と回答[27]。
- テロ等準備罪の改正を「どちらかと言えば評価する」と回答[22]。
- 消費税10％には「賛成」、消費税増税の先送りを「どちらかと言えば評価する」、増える税収の使いみち幼児教育の無償化や高等教育の負担軽減に「どちらかと言えば近い」と回答[22]。
- 長期的に消費税率を10％よりも高くすることには「どちらとも言えない」と回答[22]。
- 被選挙権を得られる年齢を引き下げについて「どちらかと言えば賛成」と回答[22]。
- 首相の靖国神社参拝に「賛成」と回答[22]。

## 人物・不祥事

### 自民党所属議員との不倫
2015年3月5日発売の「週刊新潮」が、中川と自民党衆議院議員の門博文の不適切な交際を報じた。同誌によれば、二人は同年2月23日の午後6時すぎ、第2議員会館前でタクシーを拾って六本木へ向かったとされ、路上で唇を重ねる写真が掲載された。菅義偉内閣官房長官（当時）は3月5日の記者会見で「公人として誤解を受けることのないよう、自ら律して政務官の職責に全力で取り組んでほしい」とコメント。中川は「酒席の後であったとはいえ、私の軽率な行動により、門議員の奥さまやご家族、私を支援していただいている地元の皆さま方に大変ご不快な思いをさせたのではないかと誠に申し訳なく思っております。深くおわび申し上げます」と陳謝した。週刊誌報道後、都内の病院に入院。2015年3月10日、衆院農水委員会に出席。13分に渡り陳謝し、農林水産大臣政務官続投の意を述べた。

### 入院中の病室内喫煙
2015年3月13日、衆院予算委員会にて、上述の入院療養中に病室で喫煙をしていたとの週刊誌報道を事実と認めたうえで謝罪し、改めて続投の意を述べた。

### 統一教会との関係
- 2017年6月、世界平和統一家庭連合（旧統一教会）の関連団体「北海道平和大使協議会」「世界平和連合北海道連合会」が「アカデミーフォーラム懇親会」を開催。中川は同イベントを後援し、自身も出席した[38]。
- 2022年6月13日、統一教会の関連団体「天宙平和連合」が創設した世界平和国会議員連合の日本の議員連盟「日本・世界平和議員連合懇談会」の総会が開催。中川は同議連に参加し、幹事に就任した。総会では顧問である国際勝共連合会長の梶栗正義が講演をし、統一教会の関連団体「平和政策研究所（IPP）」が発行する「政策情報レポート」が配られた。総会資料のアンケート用紙には、梶栗が会長を務める統一教会の友好団体「世界平和連合」[39]に関する記述があり、「次期参議院選挙の地方区で、世界平和連合の応援を希望する議員がおられればお書き下さい」と書かれてあった[40]。
- 2022年7月から8月にかけて、共同通信社は、全国会議員712人を対象に、統一教会との関わりを尋ねるアンケートを実施。8月31日に各議員の回答の全文を公表した。岸田文雄首相は8月8日の自民党臨時役員会で、統一教会をめぐり「政治家の責任で関係をそれぞれ点検し、適正に見直してもらいたい」と述べ、党所属国会議員全員に通達するよう指示[41]しながらも、自身はアンケートに答えることを拒否した[注 1]。中川もアンケートに答えることを拒否した[46][47]。

### 陣営の公職選挙法違反
2024年10月27日投開票の第50回衆議院議員総選挙で、知人に選挙運動の見返りに報酬の支払いを約束したとして、中川陣営の元大樹町議が公職選挙法違反（買収約束）容疑で書類送検された。報酬の受け取りを承諾したとして知人女性2人も同法違反容疑で書類送検された。同年12月12日、釧路区検は元町議を公職選挙法の違反罪で略式起訴した。釧路簡裁は同日、罰金50万円の略式命令を出した。釧路地検は女性2人については同日付で不起訴処分とした。

## 所属団体・議員連盟
- 日本会議国会議員懇談会[51]
- 神道政治連盟国会議員懇談会[51]
- みんなで靖国神社に参拝する国会議員の会[51]

## 出演番組

### インターネット動画配信
- こちらチャンネル北海道（チャンネル北海道）※月曜キャスター 2018年8月20日 -

## 選挙歴
| 当落 | 選挙                   | 執行日         | 年齢 | 選挙区       | 政党       | 得票数    | 得票率 | 定数 | 得票順位 /候補者数 | 政党内比例順位 /政党当選者数 |
| ---- | ---------------------- | -------------- | ---- | ------------ | ---------- | --------- | ------ | ---- | ------------------ | ---------------------------- |
| 当   | 第46回衆議院議員総選挙 | 2012年12月16日 | 53   | 北海道第11区 | 自由民主党 | 8万6719票 | 50.99% | 1    | 1/3                | /                            |
| 当   | 第47回衆議院議員総選挙 | 2014年12月14日 | 55   | 北海道第11区 | 自由民主党 | 8万7118票 | 52.22% | 1    | 1/3                | /                            |
| 落   | 第48回衆議院議員総選挙 | 2017年10月22日 | 58   | 北海道第11区 | 自由民主党 | 8万2096票 | 45.53% | 1    | 1/2                | 6/3                          |
| 比当 | 第49回衆議院議員総選挙 | 2021年10月31日 | 62   | 北海道第11区 | 自由民主党 | 8万5336票 | 48.25% | 1    | 1/2                | 4/4                          |
| 落   | 第50回衆議院議員総選挙 | 2024年10月27日 | 65   | 北海道第11区 | 自由民主党 | 8万4522票 | 41.34% | 1    | 2/3                | 6/3                          |